# 入会町
入会町（にゅうかいちょう）は、岐阜県各務原市の地名。現行行政町名は入会町一丁目から四丁目。

## 地理
各務原市の那加地区に属する。
町域の東部は蘇原希望町、蘇原花園町、西部は那加不動丘、南部は那加雄飛ケ丘町、那加昭南町、北部は蘇原申子町、蘇原花園町である。
地名はかつて入会地の一部であったことに因む。
道路
- いちょう通り
- かえで通り

## 歴史
元々は稲葉郡那加村西市場外六ケ所大字入会地の一部である。1944年（昭和19年）2月11日、那加町西市場外六ケ所大字入会地の市街地の地域で字名の改称と地番変更がおこなわれ、那加町入会地が成立。1963年（昭和38年）4月1日に各務原市の発足に伴い那加入会町に改称する。
1979年（昭和54年）1月20日、那加桜町三丁目の一部、那加前洞町の一部、 那加入会町の一部をもって那加不動丘が成立。
1985年（昭和60年）11月1日、那加入会町の区画整理により、入会町一丁目から四丁目が成立。

## 世帯数と人口
2024年（令和6年）10月1日現在の世帯数と人口は以下の通りである。
| 丁目         | 世帯数  | 人口  |
| ------------ | ------- | ----- |
| 入会町一丁目 | 48世帯  | 92人  |
| 入会町二丁目 | 76世帯  | 163人 |
| 入会町三丁目 | 98世帯  | 213人 |
| 入会町四丁目 | 69世帯  | 155人 |
| 計           | 291世帯 | 623人 |

## 小・中学校の学区
市立小・中学校に通う場合、学区は以下の通りとなる。
| 番・番地等 | 小学校                   | 中学校               |
| ---------- | ------------------------ | -------------------- |
| 全域       | 各務原市立那加第二小学校 | 各務原市立桜丘中学校 |

## 主な施設
- 入会公園

## 交通
- 各務原市ふれあいバス蘇原線